# Munna hanseni
Munna hanseni är en kräftdjursart som beskrevs av Stappers 1911. Munna hanseni ingår i släktet Munna och familjen Munnidae. Inga underarter finns listade i Catalogue of Life.